# سباستین سیمیروتیچ
سباستین سیمیروتیچ (انگلیسی: Sebastjan Cimirotič؛ زادهٔ ۱۴ سپتامبر ۱۹۷۴) یک بازیکن فوتبال، و ورزشکار اهل اسلوونی است.
وی همچنین در تیم ملی فوتبال اسلوونی بازی کرده و همراه این تیم در جام جهانی فوتبال ۲۰۰۲ نیز حاضر شده است